# 세스 눔리치
세스 눔리치(Seth Numrich, 1987년 1월 19일 ~ )는 미국의 연극 배우이다.
미니애폴리스에서 태어났다.

## 방송
- 턴 시즌4
- 턴 시즌3
- 턴 시즌2
- 턴 시즌1
- 그라비티

## 영화
- 임페리엄 (2016년) - 로이 역
- 턴 시즌2 (2015년)
- 프라이빗 로미오 (2011년) - 샘 싱글톤 역
- 앵무새 죽이는 법 (2002년)